# 玉溪遺址
玉溪遺址位於重慶市酆都縣高鎮鄉金剛村，屬三峽工程淹沒區，文物遺址年代為新石器時代，2000年9月7日列為第一批重慶市文物保護單位。